# Leucochesias subnitens
Leucochesias subnitens là một loài bướm đêm trong họ Geometridae.